# Kenya International 2011
Die Kenya International 2011 im Badminton fanden vom 23. bis zum 26. Juni 2011 in Nairobi statt.

## Sieger und Platzierte
| Disziplin    | Gold                       | Silber                          | Bronze                            |
| ------------ | -------------------------- | ------------------------------- | --------------------------------- |
| Herreneinzel | Vladimir Malkov            | Rodrigo Pacheco                 | Joseph Abah Eneojo                |
| Herreneinzel | Vladimir Malkov            | Rodrigo Pacheco                 | Kaveh Mehrabi                     |
| Dameneinzel  | Özge Bayrak                | Öznur Çalışkan                  | Kerry-Lee Harrington              |
| Dameneinzel  | Özge Bayrak                | Öznur Çalışkan                  | Neslihan Yiğit                    |
| Herrendoppel | Manu Attri Jishnu Sanyal   | Dorian James Willem Viljoen     | Joseph Abah Eneojo Victor Makanju |
| Herrendoppel | Manu Attri Jishnu Sanyal   | Dorian James Willem Viljoen     | Jinkan Ifraimu Ola Fagbemi        |
| Damendoppel  | Özge Bayrak Neslihan Yiğit | Michelle Edwards Annari Viljoen | Fatima Azeez Grace Daniel         |
| Damendoppel  | Özge Bayrak Neslihan Yiğit | Michelle Edwards Annari Viljoen | Nadine Ashraf Hadia Hosny         |
| Mixed        | Lê Hà Anh Lê Thu Huyền     | Dorian James Michelle Edwards   | Ola Fagbemi Susan Ideh            |
| Mixed        | Lê Hà Anh Lê Thu Huyền     | Dorian James Michelle Edwards   | Ibrahim Adamu Grace Daniel        |